# Christine de Tyr
Pour les articles homonymes, voir Christine.
Sainte Christine de Tyr ou Christine de Bolsena est une jeune sainte martyre exécutée à la fin du IIIe siècle ou au tout début du IVe siècle. Son jour de fête est fixé au 24 juillet en Orient et en Occident.

## Hagiographie
Son père, Urban, était un riche magistrat romain qui vénérait les idoles païennes. Il possédait un grand nombre de ces statues en or, que sa fille très jeune, convertie au christianisme, brisa et donna aux pauvres. Son père, furieux, la fit fouetter et emprisonner. Face à son refus de renoncer au Christ, le père écartela Christine avec des crochets en fer et finit par la jeter au feu. Voyant qu'elle avait survécu à ce traitement, il fut si frappé qu'il en mourut dans de grandes souffrances.
Cela ne mit pourtant pas un terme au chemin de croix de Christine, étant donné qu'un second magistrat fut nommé. Ce dernier l'exhorta à davantage de sagesse en lui rappelant ses origines aristocratiques, ce à quoi elle aurait répondu : « Le Christ, que tu méprises, me délivrera de tes mains ». La réplique exaspéra le magistrat, qui l'enferma dans un four pendant cinq jours, en vain. Le juge suivant l'enferma en compagnie de serpents venimeux : ces derniers l'ignorèrent mais tuèrent le gardien. Christine ramena le gardien à la vie et le convertit au christianisme, mais sa seule récompense fut d'avoir la langue coupée.
Elle succomba finalement à la mort après avoir été percée de trois flèches dont une en plein cœur, à la fleur de l'âge. Dans l'ensemble, ses reliques sont désormais conservées à Bolsena et à Palerme en Sicile, dont Christine est l'une des quatre patronnes secondaires avec les saintes Agathe, Olive et Nymphe. La patronne principale étant sainte Rosalie.

## Deux traditions
Les Latins et les Orientaux se disputent la paternité de sa naissance. Les premiers considèrent Tyr comme étant le territoire du Latium sur la mer Tyrrhénienne. La vénération de sainte Christine remonte au IVe siècle à Bolsena où  se situait un ancien site étrusque appelé Volsinii veteres, avec des catacombes dans lesquelles les archéologues ont trouvé les restes d'une église paléochrétienne et la tombe d'une femme martyre. Les inscriptions trouvées sur le site confirment que cette martyre portait un nom très proche de Christina et que la communauté locale la vénérait comme une sainte vers la fin du IVe siècle. Une mosaïque du VIe siècle de la basilique Saint-Apollinaire-le-Neuf à Ravenne qui inclut dans son cortège de vierges une sainte nommée Christina, portant une couronne de martyre, fournit des preuves corroborantes. La tradition orientale, quant à elle, la voit comme martyre ayant combattu à Tyr (dans l'actuel Liban). Pourtant, il n'y a pas lieu de penser qu'il y ait eu deux Christine de Tyr.

## Reliques

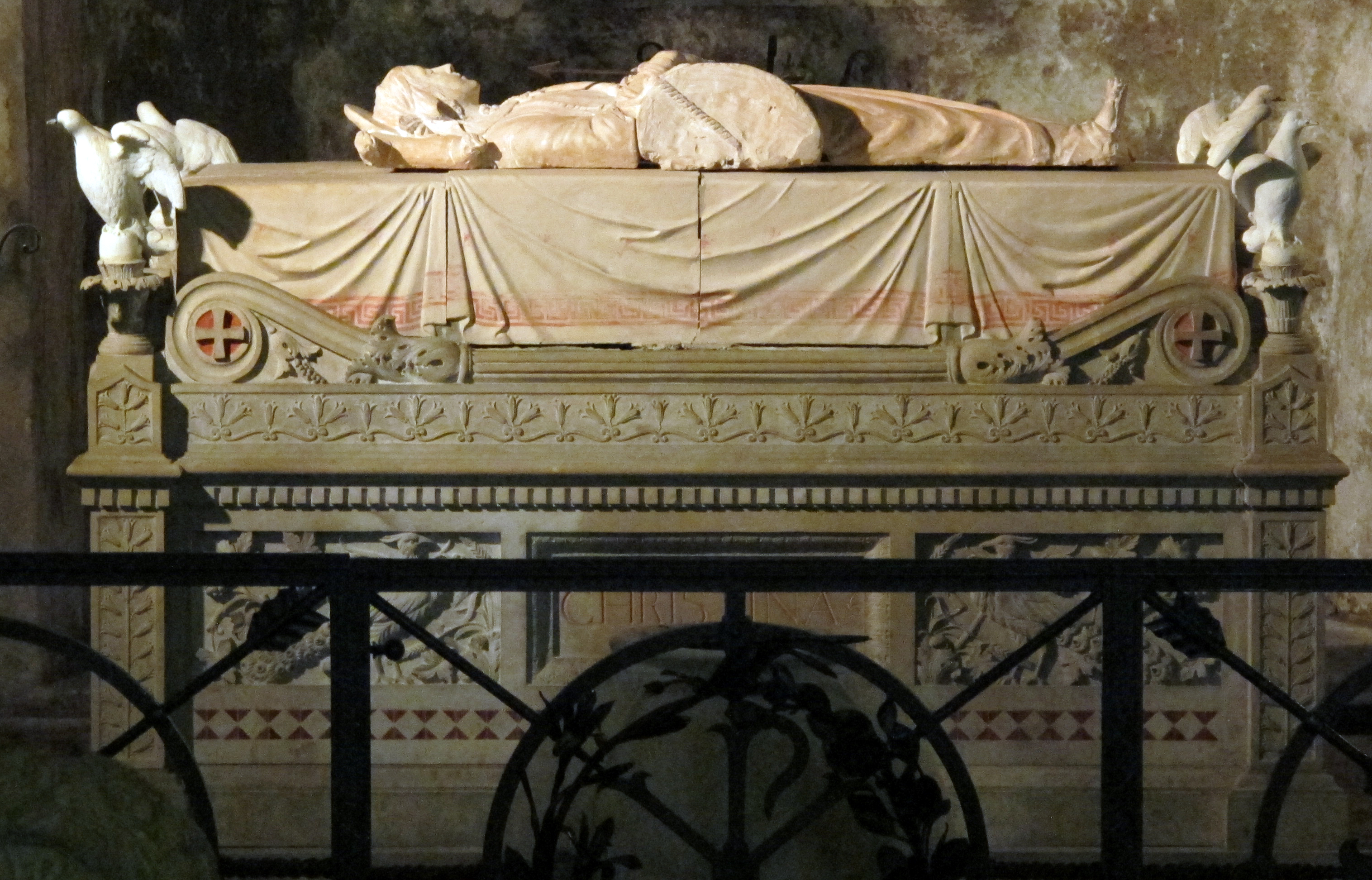
Sa sépulture à la basilique Sainte-Christine de Bolsena, Italie.

Une partie de ses reliques a été retrouvée en 1880 dans un sarcophage des catacombes situées sous la basilique Sainte-Christine (en) à Bolsena. En 1099, un morceau de bras fut volé par deux pèlerins français à Sepino en route pour la Terre sainte, mais lorsqu'ils sont revenus dans la ville ne pouvant embarquer faute de bateau en partance, ils n'ont pas pu repartir avec leur précieuse cargaison et ont dû la laisser aux habitants. À Sepino, sainte Christine est fêtée quatre jours différents par an. Pour le reste de ses reliques, contestées par plusieurs villes, elles ont été translatées de Rome à la cathédrale de Palerme entre 1154 et 1166, où elles reposent toujours. Il y a une relique à la chapelle Sainte-Christine sur les hauteurs de Solliès-Pont, et une fête patronale au mois de juillet.

## Iconographie chrétienne
Ses principaux attributs sont la palme du martyre et la flèche, le plus souvent qu'elle tient en main ou qu'elle a planté en trois endroits de son corps.
- Sante Peranda, tableau de 1602.
- Vierge à l'Enfant avec les saints François, Élisabeth de Hongrie, Laurent et Christine, terracotta invetriata d'Andrea della Robbia (v. 1500), église Saint-Pierre, Radicofani, Italie.

## Lieux de vénération
- La basilique Sainte-Christine à Bolsena
- L'église Sainte-Christine-la-Vetere à Palerme
- La chapelle Sainte-Christine à Solliès-Pont (83)
- L'église Sainte-Christine à Labeuvrière (62)
- La chapelle Sainte-Christine à Plougastel-Daoulas (29)
- La chapelle Sainte-Christine à Orléans (45)

## Œuvre
Pièce de théâtre en 3 actes : A. Grégoire, professeur à l'Institution Saint-Vaast de Béthune, Le Mystère de Sainte Christine, Debresse, 1959